# Cadence (téléfilm)
Pour les articles homonymes, voir Cadence.
Pour plus de détails, voir Fiche technique et Distribution.
Cadence est un téléfilm de la collection des Disney Channel Original Movie. La première fut diffusée sur Disney Channel le 26 juillet 2002 aux États-Unis. L'histoire est basée d'après une histoire vraie.

## Synopsis
Le proviseur du lycée Marshall Middle School, décide de supprimer les cours de danse qu'il juge sans intérêt. Mais lorsque la nouvelle professeur de biologie Madame Bartlett prend ses fonctions, elle décide de lutter pour maintenir les cours en y intégrant un groupe de filles latines en échec scolaires mais au fort potentiel sportif.

## Distribution
- Camille Guaty (VF : Ingrid Donnadieu) : Daisy Salinas
- America Ferrera : Yolanda « Yoli » Vargas
- Jhoanna Flores (VF : Adeline Chetail) : Alyssa Cortez
- Suilma Rodriguez (VF : Laura Préjean) : Marisol
- Sabrina Wiener : Esmeralda Reyna
- Miguel Sandoval : le proviseur Zavala
- Erik Alexander Gavica (VF : Ludovic Baugin) : « Chuy »
- Susan Egan : Heather Bartlett, la professeure de danse.
- Elizabeth Sung (en) (VF : Nathalie Spitzer) : Mme Kim
- Gina Gallego (en) et Gerry Del Sol : les parents d'Alyssa
- Valente Rodriguez (en) et Anita Ortega : les parents d'Esmeralda

Source VF : Carton du doublage français.